# Gyretes hintoni
Gyretes hintoni là một loài bọ cánh cứng trong họ van Gyrinidae. Loài này được Balfour-Browne miêu tả khoa học năm 1946.